# John A. R. Newlands

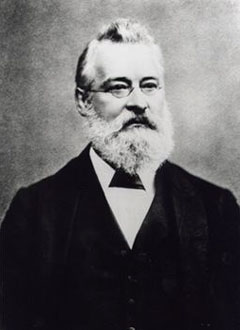
John A. R. Newlands

John Alexander Reina Newlands (* 26. November 1837 in London; † 29. Juli 1898 ebenda) war ein englischer Chemiker, der in den Jahren 1863 bis 1866 die ersten Versuche unternahm, ein Periodensystem der Elemente aufzustellen. Zu dieser Zeit waren ca. 60 verschiedene Elemente bekannt.

## Leben und Wirken
Newlands war der Sohn eines Geistlichen. Er studierte ab 1856 am Royal College of Chemistry in London und war ab 1857 Assistent an der Royal Agricultural Society of England, unterbrach aber sein Studium um am italienischen Unabhängigkeitskrieg unter Giuseppe Garibaldi als Freiwilliger teilzunehmen (seine Mutter war italienischer Abstammung). 1860 war er wieder in England. Er hatte ab 1864 ein Privatlabor für chemische Analysen und unterrichtete an Schulen in London. Ab 1868 war er leitender Chemiker in einer Zuckerfabrik und ab 1886 hatte er wieder ein eigenes Labor in London, wo er sich mit seinem Bruder vor allem Problemen der Zuckerchemie widmete.
Newlands fand 1864 heraus, dass sich bei Ordnung der Elemente nach steigender Atommasse die chemischen Eigenschaften in jeder achten Position wiederholen, was er mit den Oktaven aus der Musik verglich. Er nannte seine Entdeckung Gesetz der Oktaven. Später erkannten auch Dmitri Iwanowitsch Mendelejew und Lothar Meyer denselben Zusammenhang. In England arbeitete der weitaus etabliertere Chemiker William Odling etwa gleichzeitig an einem Periodensystem und hatte den Vorteil 1860 den Kongress in Karlsruhe mit der Vorstellung besserer Werte der Atomgewichte von Stanislao Cannizzaro besucht zu haben (während Newlands in dieser Zeit in Italien kämpfte). Odling erkannte zwar auch Periodizitäten (mit Periode 16), war aber sehr viel zurückhaltender darin ein Gesetz zu erkennen.
Von seinen Zeitgenossen wurde Newlands Theorie anfangs abgelehnt. Seine erste Arbeit dazu 1863 veröffentlichte er anonym, seine verbesserten Systeme 1864 (zwei Systeme) und 1865. Letzteres war eine erhebliche Verbesserung gegenüber den Vorgängern und umfasste nun 65 Elementen und beruhte auf seinem Gesetz der Oktaven, das er 1866 gleichzeitig mit einer weiteren erheblichen Verbesserung des Systems veröffentlichte. Er zog darin auch einen Vergleich mit den Oktaven der Musik, wofür er angegriffen wurde, nach Scerri war aber eher die allgemein negative Haltung in England zu solchen umfassenden theoretischen Systemen der Grund für die feindliche Haltung bei seinem Vortrag vor der London Chemical Society. Sein periodisches System hatte noch Fehler (wie auch das von Mendelejew), es ordnete zum Beispiel Eisen (ein Metall) in dieselbe Gruppe wie Sauerstoff und Schwefel. Newlands wurde aber nicht an der Veröffentlichung gehindert (seine Artikel erschienen zum Beispiel in den Chemical News), auch wenn die London Chemical Society die Veröffentlichung seines Vortrags ablehnte (dabei könnte die Konkurrenz von Odling eine Rolle gespielt haben, der der Sitzung vorstand).
Newlands war Industriechemiker mit Arbeiten vor allem zur Zuckerchemie. Er erfand mit Duncan ein neues, patentiertes Verfahren zur Reinigung von Zucker. Außerdem gab er Privatunterricht in Chemie. Er erhielt nie eine akademische Position.

## Werke
- mit Charles G. Warnford Lock, Benjamin E. R. Newlands: Sugar: A Handbook for Planters and Refiners. Spon, London 1888, archive.org.
- On the discovery of the periodic law, 1884 (Sammlung seiner Aufsätze über das periodische System der Elemente)
- Relations Between Equivalents, Chemical News, Band 10, 1864, S. 59–60, S. 94–95 (zweites System).
- On the Law of Octaves, Chemical News, Band 12, 18. August 1865, S. 83.
- On the Law of Octaves, Chemical News, Band 13, 1866, S. 130.